# Ludwig von Gablenz

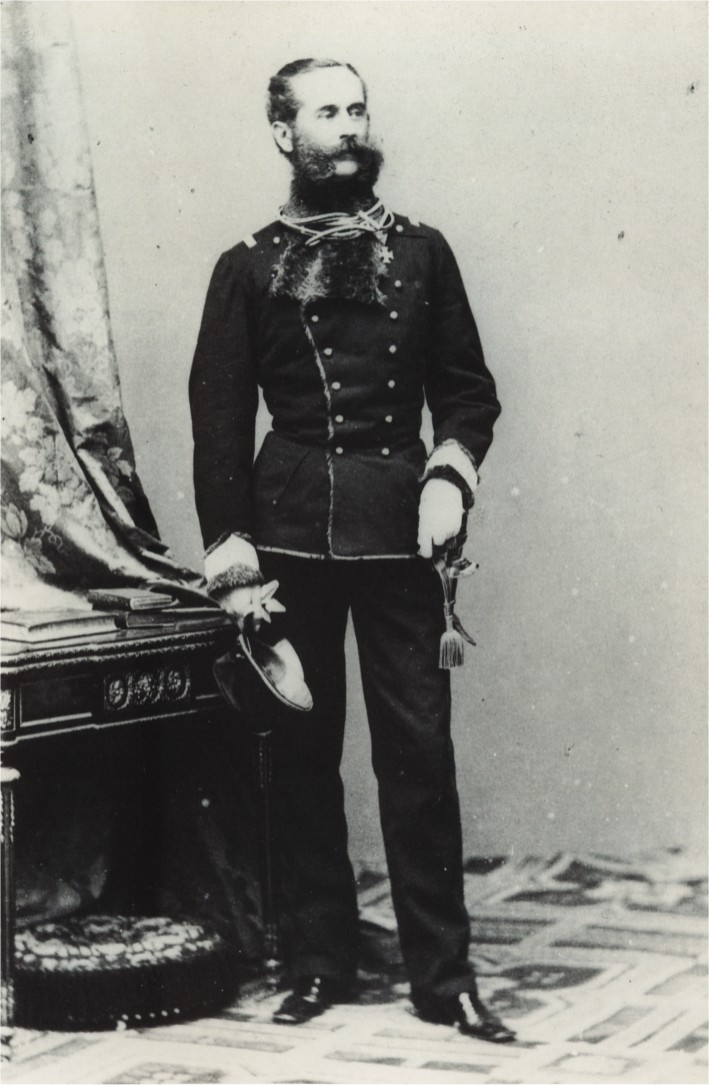
Ludwig Freiherr von Gablenz

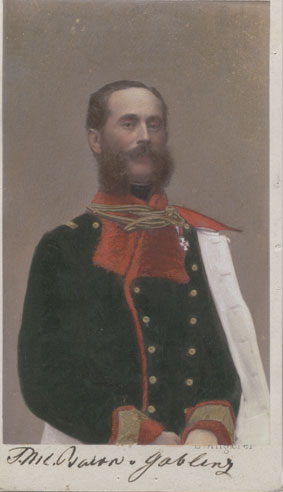
Ludwig Freiherr von Gablenz

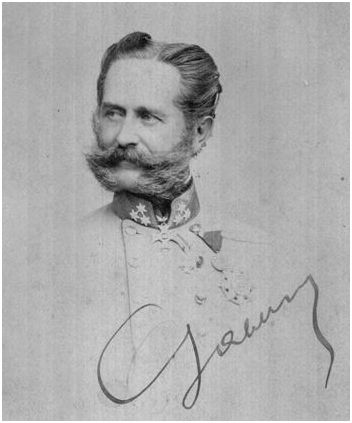
Ludwig Freiherr von Gablenz

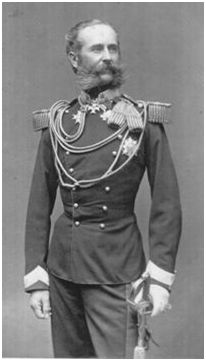
Generaal v. Gablenz als kolonel-eigenaar van het VIe Regiment Ulanen

Ludwig Karl Wilhelm Freiherr von Gablenz-Eskeles (Jena, 19 juli 1814 - Zürich, 28 januari 1874) was een Saksisch aristocraat en militair. Hij bracht het tot Oostenrijks-Hongaars generaal van de Cavalerie. 

## Levensloop
Ludwig Karl Wilhelm Freiherr von Gablenz was de zoon van de koninklijke Saksische luitenant-generaal Adolf Heinrich von Gablenz. Na een opleiding aan de Ridderacademie in Dresden nam hij in 1831 ontslag als luitenant van het Saksische Garderegiment Cavalerie en nam in 1833 dienst in het Oostenrijkse leger. 
Hij diende afwisselend in de infanterie, cavalerie en de Generale Staf. In 1848 werd hij adjudant van generaal Wallmoden die in Italië vocht. Na de Slag bij Custoza werd Ludwig bevorderd tot majoor. In Hongarije nam hij de functie van chef-staf in generaal Schlicks legerkorps op zich, daar nam hij deel aan niet minder dan 46 gevechten en schermutselingen. Daarvoor kreeg Ludwig von Gablenz op 4 januari 1849 het Ridderkruis van de Militaire Orde van Maria Theresia. In de zomer van 1849 werd hij tot luitenant-kolonel en commandant van het Regiment Dragonders, "Prinz Eugen" bevorderd.
In de herfst van 1850 werd hij verplaatst naar de generale staf van het leger in Bohemen. Hij werd al snel op een diplomatieke missie naar Dresden gestuurd. In 1854 werd hij van kolonel tot generaal-majoor bevorderd met het bevel over de Lichte Brigade van de Eerste Cavaleriekorps. 
In de Sardijnse Oorlog van 1859 kreeg hij het bevel over een brigade van het VIIe Corps en vocht in de veldslagen van Magenta en Solferino. Hij stond op het slagveld tegenover onder andere de Italiaanse generaal en vrijheidsstrijder Garibaldi. In 1862 werd Gablenz tot veldmaarschalk-luitenant bevorderd. Op 3 oktober 1863 werd Ludwig von Gablenz "erekolonel" en "Einhaber" van het VIe Regiment Ulanen. Het bezit van een dergelijk regiment was een hoge eer. In 1864 vocht hij in de Duits-Deense Oorlog en had hij het bevel over het VIe Legerkorps onder leiding van de Pruisische generaal Wrangel. Op 1 februari 1864 overschreed hij met zijn soldaten de Eider. Hij vocht bloedige gevechten uit bij Oberselk (het bestormen van de koninklijke heuvel) en Oeversee. Voor zijn dienst in de Duits-Deense oorlog, ontving hij een persoonlijke handgeschreven brief van koning Willem I van Pruisen en hij kreeg op 27 februari 1864 de Pruisische Orde Pour le Mérite toegekend. Zijn Oostenrijkse heer benoemde hem tot commandeur in de Militaire Orde van Maria Theresia.
Sleeswijk en Holstein werden door de Duitse Bond bezet. In het kader van deze "Bundesexecutive" werd Ludwig von Gablenz gouverneur van het door Oostenrijk te besturen Holstein. Hij maakte zich daar zeer geliefd.  
In 1866 tijdens de Duitse Oorlog moest Ludwig von Gablenz het hertogdom Holstein ontruimen, het excentrisch gelegen gebied was onverdedigbaar, en hij werd commandant van het Tiende Oostenrijkse Legerkorps waarmee hij op 27 juni 1866 bij de Slag bij Trautenau het eerste Pruisische legerkorps onder Bonin, die de voorhoede van het leger van de kroonprins van Pruisen vormde, terugsloeg.  Het was een van de schaarse Oostenrijkse successen in deze Duitse Oorlog. Hij vocht op 3 juli in de Slag bij Sadová en versterkte later met zijn korps de vestingwerken ten noorden van Wenen. In september 1866 ging hij korte tijd uit actieve dienst. 
Na het vredesakkoord met Pruisen werd hij op 1 april 1867 tot lid voor het leven van de Eerste Kamer van het Oostenrijkse parlement, waar hij actief was in de liberale zin, benoemd. In 1868 werd Ludwig von Gablenz bevelvoerend generaal in Kroatië en Slavonië, in 1869 bevelvoerende generaal van Hongarije en 1870 bevelhebber van de cavalerie. In 1871 was hij namens keizer Frans Jozef I van Oostenrijk aanwezig bij de intocht van de zegevierende Duitse troepen in Berlijn. Op 28 november 1871 vroeg en kreeg Ludwig von Gablenz eervol ontslag uit het Oostenrijks-Hongaarse leger. 
Ludwig von Gablenz schoot zichzelf op 28 januari 1874 in Zurich dood. De aanleiding tot de zelfdoding waren verstoorde financiële omstandigheden. Hij werd aanvankelijk begraven in Zürich. In 1905 werd hij herbegraven in de crypte van het in 1868 opgerichte oorlogsmonument voor de Slag van Trautenau. Het monument op het voormalige graf van Ludwig von Gablenz in Zürich werd samen  met zijn stoffelijk overschot naar Trautenau gebracht. 
Ludwig von Gablenz trouwde in 1853 in Wenen met Helene Eskeles (1837-1899), de katholieke dochter van de Joodse bankier Denis Baron Eskeles. In 1873 kreeg hij toestemming om zijn geslachtsnaam in "von der Gablenz-Eskeles" te wijzigen.

## Onderscheidingen en vernoemingen
- Ridder op 29 juni 1849, later commandeur in de Militaire Orde van Maria Theresia op 15 maart 1864.
- Ridder in de Souvereine en Militaire Orde van Malta
- Het Kruis voor Militaire Verdienste in januari 1850
- De Orde van Sint-Anna IIe Klasse in 1850
- De Orde van Sint-Vladimir IIIe Klasse in 1850

- Tijdens de slag bij Magenta op 4 juni 1859 moest Ludwig von Gablenz de zwaargewonde luitenant-veldmaarschalk Freiherr von Reischach vervangen. Hij ontving de Orde van de IJzeren Kroon IIe Klasse toen de vijandelijkheden met Sardinië en Frankrijk stopten.

- Op 23 maart 1864 verleende de groothertog van Mecklenburg-Schwerin hem het Militaire Kruis van Verdienste
- Op 10 augustus 1864 verleende de vorst van Schaumburg-Lippe hem zijn Medaille voor Militaire Verdienste
- Op 3 oktober 1863 werd Ludwig von Gablenz "erekolonel" van het VIe Regiment Ulanen.
- De koning van Pruisen verleende hem het Grootkruis van de Orde van de Rode Adelaar op 17 oktober 1864
- Hij ontving de Ie Klasse van de Orde van de IJzeren Kroon met de Oorlogsdecoratie op 28 december 1864
- Benoeming tot Oostenrijks-Hongaars Geheimraad met de titel "Excellentie" op 20 november 1864
- Grootkruis in de Militaire Orde van Sint-Hendrik voor dapperheid als corpscommandant in Sleeswijk tijdens de Duits-Deense oorlog. 1864
- Ereburger van Wenen (1864)
- Op 27 december 1865 ontving hij het grootkruis van de Koninklijke Orde van de Welfen
- Commandeur in de Ludwigsorde van Hessen-Darmstadt op 14 december 1859
- Op 4 april 1870 ontving hij de Ottomaanse Orde van Mejidie Ie Klasse
- Bij zijn afscheid op 28 november 1871 ontving Ludwig von Gablenz het Grootkruis van de Leopoldsorde

- In Graz is een kazerne, de Gablenzkazerne, naar hem genoemd.
- In Wenen is er een Gablenzgasse in Fünfhaus en Ottakring.
- In Kiel vindt men een Gablenzbrug.